# MG (àlbum de Martin Gore)
MG és el segon àlbum en solitari de Martin L. Gore, més conegut per ser el compositor principal de la banda anglesa Depeche Mode. Consisteix en setze cançons electròniques instrumentals amb una tendència ambiental i sense veu. Se'n va extreure un videoclip per la cançó «Europa Hymn» dirigit per M-I-E i amb il·lustracions de Jan L. Trigg, que fou llançat al febrer de 2015.
Gore va anunciar la publicació d'un EP disponible en format de vinil 12" i descàrrega digital pel 9 d'octubre de 2014. Aquest inclou remescles realitzades per Andy Stott, Virgil Enzinger i Christoffer Berg. En associació amb BitTorrent van llançar un concurs de remescles de la cançó «Featherlight», on la guanyadora seria inclosa en l'edició digital de l'EP.

## Llista de cançons
Totes les cançons foren escrites i compostes per Martin Gore. 
| Núm.          | Títol          | Durada |
| ------------- | -------------- | ------ |
| 1.            | «Pinking»      | 2:20   |
| 2.            | «Swanning»     | 2:57   |
| 3.            | «Exalt»        | 4:15   |
| 4.            | «Elk»          | 2:01   |
| 5.            | «Brink»        | 3:03   |
| 6.            | «Europa Hymn»  | 3:15   |
| 7.            | «Creeper»      | 3:26   |
| 8.            | «Spiral»       | 3:59   |
| 9.            | «Stealth»      | 4:16   |
| 10.           | «Hum»          | 4:09   |
| 11.           | «Islet»        | 3:15   |
| 12.           | «Crowly»       | 4:15   |
| 13.           | «Trysting»     | 3:16   |
| 14.           | «Southerly»    | 4:00   |
| 15.           | «Featherlight» | 2:26   |
| 16.           | «Blade»        | 3:08   |
| Durada total: | Durada total:  | 54:11  |

## Crèdits
- Martin Gore – direcció artística, disseny, producció
- Q – mescles (totes les cançons); programació addicional (cançons 5, 7–9, 11, 12, 15)
- Will Hinton II – assistent d'estudi
- Stefan Betke – masterització
- Jonathan Kessler – representació
- Paul A. Taylor – direcció artística
- Jan L. Trigg – il·lustracions